# Segersgärde (naturreservat)
Segersgärde är ett naturreservat i Västerviks kommun i Kalmar län.
Området är naturskyddat sedan 1965 och är 548 hektar stort. Reservatet består av hällmarker, gammal barrskog och hagar med ädellövträd.